# Грев
Грев, гревак или подогрев — уголовный термин, получивший распространение на всей территории СССР в начале 1960-х годов. Обозначал недопустимые внутренним тюремным распорядком вещи, продукты питания, предметы первой необходимости и вещества, которые предназначены для нелегальной переправки в места лишения свободы. Нередко грев собирался за счет поборов с других заключённых или благодаря взносам с воли.

## Разновидности
- Вольнячий грев — грев, доставленный вольнонаёмным сотрудником пенитенциарного учреждения или грев, который пришёл со свободы; термин имел хождение с начала 1960-х годов[4].
- Воровской грев — словосочетание, имевшее хождение на всей территории СССР с начала 1930-х годов, которое означало грев, собранный представителями элиты преступного мира — ворами в законе[5].
- Грев в бункер — словосочетание, имевшее хождение с дореволюционных времён, которое означало грев, направленный из лагеря в карцер или в лагерный изолятор[6].
- Грев под крышу — грев, направленный из лагеря в единое помещение камерного типа или в барак усиленного режима; термин циркулирует в местах лишения свободы по всей территории СССР с начала 1960-х годов[7].
- Грев со свободы — словосочетание, имевшее хождение с начала 1930-х годов; обозначало передачу или посылку, направленную заключённому близкими друзьями или родственниками[8].
- Жиганский грев — словосочетание, имевшее хождение по большей части в центральной и южной части бывшего СССР с середины XX века; оно обозначало грев с ценным или дефицитным содержимым (деньгами, наркотиками и т. п.), направленным со свободы ворам в законе и другим особо уважаемым заключённым[9].
- Личный грев — словосочетание, имеевшее хождение на всей территории СССР с начала 1960-х годов, которое означало грев, собранный для конкретного человека или группы людей; как правило, такой грев отправлялся семейниками[10].
- Общаковый грев — деньги, продукты и предметы первой необходимости, собранные для общей массы осуждённых. Такой грев распределяется по всем кастам, включая «обиженных» и «мусоров». Термин имеет хождение по всей территории СССР с начала 1960-х годов[11].
- Чисто воровской грев — очень богатый грев[12].